# 673 до н. е.

## Події
- Стародавній Рим: початок правління Тулла Гостілія, третього царя.